# فردوسی ماداگاسکار
فردوسی ماداگاسکار (نام علمی: Erythrina ankaranensis) نام یک گونه از سرده فردوسی است.